# Houndé
Houndé ist sowohl eine Gemeinde (französisch commune urbaine) als auch ein dasselbe Gebiet umfassendes Departement im westafrikanischen Staat Burkina Faso, in der Region Hauts-Bassins und der Provinz Tuy. Die Gemeinde hat 72.723 Einwohner. Houndé ist Hauptstadt der Provinz Tuy.

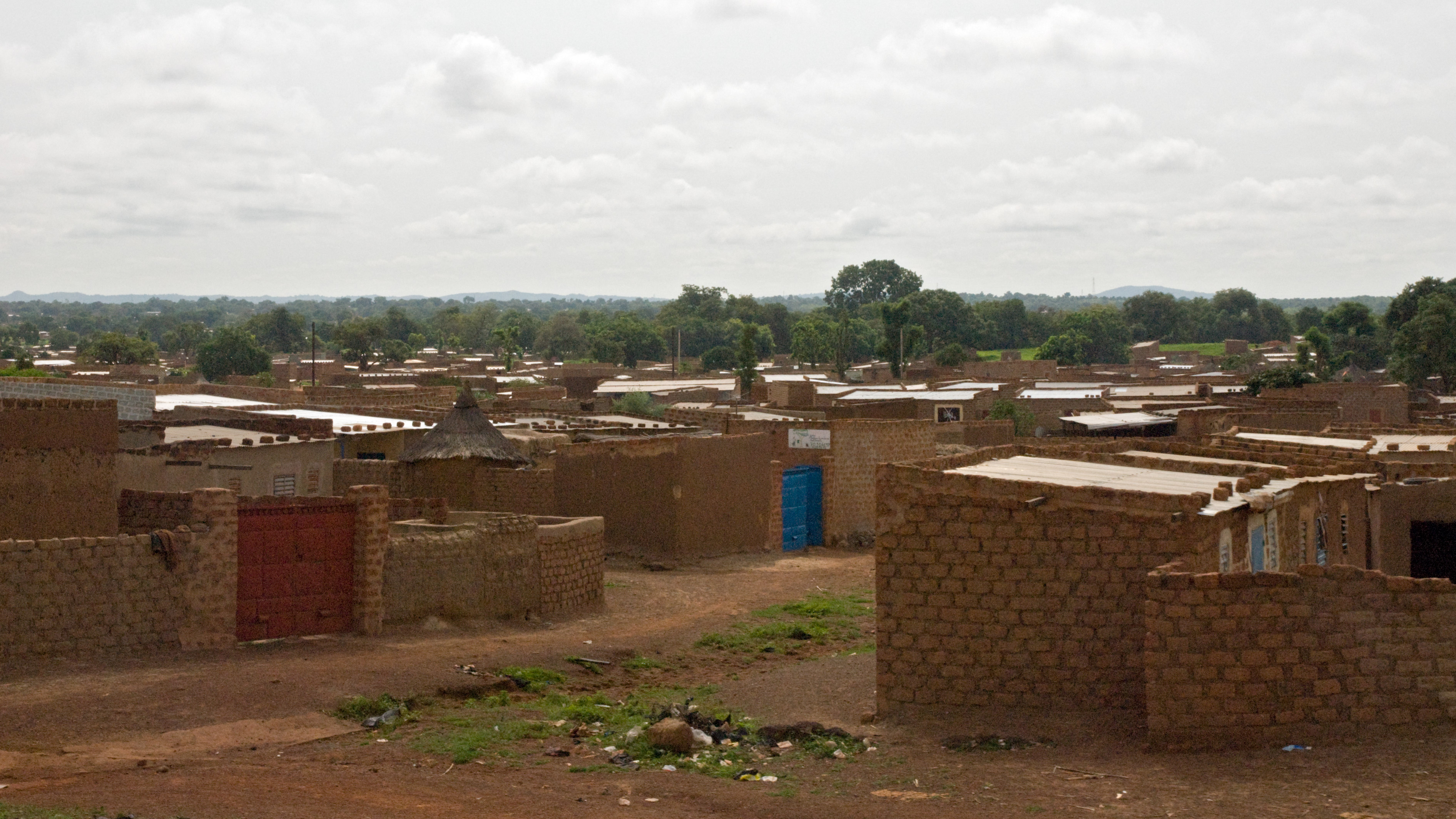
Houndé
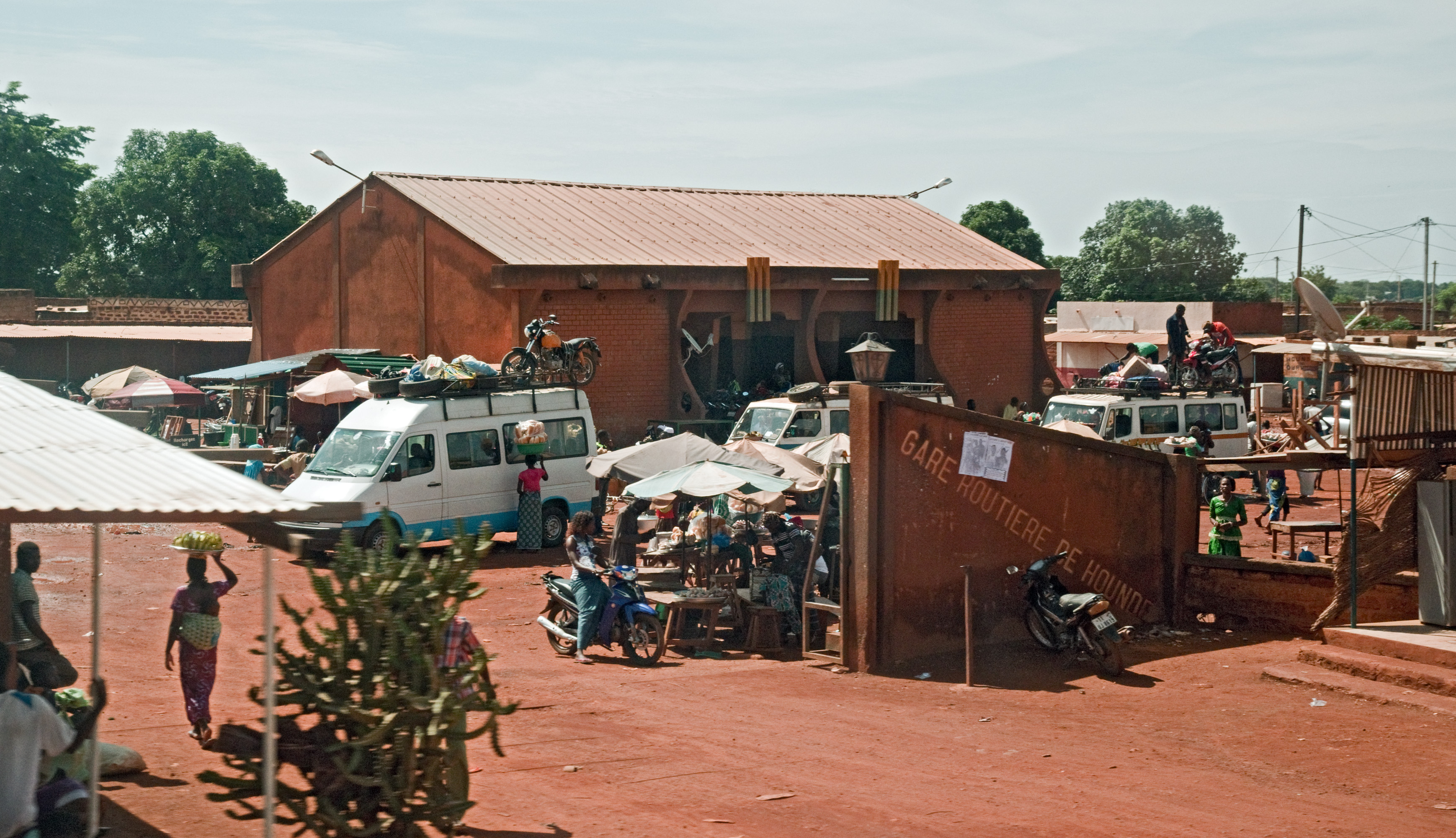
Der Busbahnhof von Houndé (September 2018)